# Temorites brevis
Temorites brevis är en kräftdjursart som beskrevs av Georg Ossian Sars 1900. Temorites brevis ingår i släktet Temorites och familjen Bathypontiidae. Inga underarter finns listade i Catalogue of Life.